# 三穗站
三穗站位于中华人民共和国贵州省黔东南苗族侗族自治州三穗县八弓镇高寨村，是沪昆客运专线上的高铁站，于2015年6月18日启用营运，由中国铁路成都局集团凯里车务段管辖。站内设有充电站，方便旅客让智能手机充电。

## 歷史
- 2015年6月18日通车启用[3]。

## 車站周邊
- 玉凯高速公路

## 外部連結
- 中国铁路客户服务中心（页面存档备份，存于）